# U 119 (U-Boot, 1942)
U 119 war ein deutsches U-Boot vom Typ X B, einer Klasse von U-Boot-Minenlegern, das im Zweiten Weltkrieg von der deutschen Kriegsmarine eingesetzt wurde.

## Geschichte
Der Auftrag für das Boot wurde am 7. August 1939 an die Germaniawerft in Kiel vergeben. Die Kiellegung erfolgte am 15. Mai 1940, der Stapellauf am 6. Januar 1942, die Indienststellung unter Kapitänleutnant Alois Zech fand schließlich am 2. April 1942 statt.
Das Boot gehörte nach seiner Indienststellung am 2. April 1942 bis zum 31. Januar 1943 als Ausbildungsboot zur 4. U-Flottille in Stettin. Nach der Ausbildung gehörte U 119 vom 1. Februar 1943 bis zu seiner Versenkung am 24. Juni 1943 als Frontboot zur 12. U-Flottille in Bordeaux.
U 119 lief während seiner Dienstzeit zu drei Unternehmungen aus, auf denen Minen verlegt wurden, ein Schiff mit einer Tonnage von 2.937 BRT wurde durch eine solche Mine versenkt und ein weiteres mit einer Tonnage von 7.176 BRT wurde beschädigt.

## Einsatzstatistik

### Erste Unternehmung
Das Boot lief am 4. August 1942 um 9.30 Uhr von Kiel aus, und am 5. August 1942 um 5.25 Uhr in Frederikshavn ein. Es lief am 7. August 1942 um 14.00 Uhr von Frederikshavn aus und lief am 9. August 1942 dort wieder ein. Am gleichen Tag um 15.45 Uhr wieder auslaufend, lief es am 19. August 1942 um 18.15 Uhr wieder in Kiel ein. Auf dieser fünf Tage dauernden Unternehmung vor der Küste Jütlands, wurden 66 Minen in einer defensiven Minensperre gelegt. Es wurden keine Schiffe versenkt, beschädigt oder versorgt.

### Zweite Unternehmung
Das Boot lief am 6. Februar 1943 um 8.00 Uhr von Kiel aus und lief am 8. Februar 1943 um 13.10 Uhr in Kristiansand ein. Es lief am 9. Februar 1943 um 7.00 Uhr von dort wieder aus, und am gleichen Tag um 15.30 Uhr in Egersund ein. U 119 lief am 10. Februar 1943 um 13.00 Uhr von Egersund aus, und lief am 1. April 1943 um 16.00 Uhr in Bordeaux ein. Auf dieser 54 Tage dauernden und 4.788 sm über und 807 sm unter Wasser langen Unternehmung in den Nordatlantik, es wurden 66 Minen vor Reykjavík gelegt, und dem mittleren Nordatlantik, wurden keine Schiffe versenkt oder beschädigt. Es wurden acht U-Boote versorgt.
- 8. März 1943: Versorgung von U 608 mit 71 m³ Brennstoff und zwei Wochen Proviant.
- 10. März 1943: Versorgung von U 377 mit 24 m³ Brennstoff und Proviant.
- 13. März 1943: Versorgung von U 359 mit 30 m³ Brennstoff.
- 13. März 1943: Versorgung von U 659 mit 21 m³ Brennstoff.
- 17. März 1943: Versorgung von U 405 mit 21 m³ Brennstoff.
- 17. März 1943: Versorgung von U 448 mit 19 m³ Brennstoff.
- 17. März 1943: Versorgung von U 566 mit 19 m³ Brennstoff.
- 19. März 1943: Versorgung von U 638 mit 17 m³ Brennstoff.

### Dritte Unternehmung
Das Boot lief am 25. April 1943 von Bordeaux aus und wurde am 24. Juni 1943 versenkt. Auf dieser 61 Tage dauernden Unternehmung in den Westatlantik wurden 66 Minen vor Halifax (Neuschottland) gelegt, und dem mittleren Nordatlantik, wurde ein Schiff mit 2.937 BRT versenkt und ein Schiff mit 7.176 BRT beschädigt (Minen). Es wurden acht U-Boote versorgt.
- 3. Juni 1943: Versenkung des panamaischen Motorschiffes Halma (Lage) mit 2.937 BRT. Das Schiff wurde durch einen Minentreffer versenkt. Es hatte 2.974 t Stückgut geladen und befand sich auf dem Weg von Boston nach Grönland. Es gab keine Verluste, 48 Überlebende. Das Schiff gehörte zum Konvoi BX-55.
- 28. Juli 1943: Beschädigung des US-amerikanischen Dampfers John A. Poor mit 7.176 BRT. Der Dampfer wurde durch einen Minentreffer beschädigt und gehörte zum Konvoi BX-65. Er wurde am 19. März 1944 von U 510 versenkt.
- 8. Mai 1943: Versorgung von U 954 mit Proviant. Am 9. Mai 1943 Brennstoff.
- 9. Mai 1943: Versorgung von U 628 mit 9 m³ Brennstoff
- 9. Mai 1943: Versorgung von U 92 mit Brennstoff und Proviant.
- 15. Mai 1943: Versorgung von U 614 mit 19 m³ Brennstoff.
- 15. Mai 1943: Versorgung von U 383 mit 18 m³ Brennstoff.
- 15. Mai 1943: Versorgung von U 584 mit 20 m³ Brennstoff.
- 10. Juni 1943: Versorgung von U 603 mit 31 m³ Brennstoff.
- 12. Juni 1943: Versorgung von U 608 mit 31 m³ Brennstoff und fünf Tage Proviant.

## Verbleib
Am 24. Juni 1943 wurde U 119 nordwestlich von Kap Ortegal durch Wasserbomben, Artillerie und Rammen der britischen Sloops Starling, Kite, Wild Goose, Woodpecker und Wren unter dem Kommando von Frederic John Walker auf der Position 44° 59′ N, 12° 24′ W versenkt. Dabei kamen alle 57 Besatzungsmitglieder ums Leben. Das Boot befand sich auf der sogenannten Piening-Route in Küstennähe.
Als eine wesentliche Ursache für die Entdeckung des Boots wird die erfolgreiche amerikanische Entzifferung des von den U-Booten benutzten Schlüsselnetzes „Triton“ angesehen, das zur Verschlüsselung des Funkverkehrs mit dem BdU benutzt wurde. Ab April 1943 waren hierzu im U.S. Naval Computing Machine Laboratory mehr als 120 speziell entwickelte Desch-Bombes gefertigt worden, die gegen die von der Kriegsmarine verwendete Enigma-M4 gerichtet waren.
U 119 verlor während seiner Dienstzeit vor der Versenkung ein Besatzungsmitglied.